# Sanne församling
Sanne församling var en församling i Göteborgs stift i  Munkedals kommun. Församlingen uppgick 2006 i Sörbygdens församling.

## Administrativ historik
Församlingen har medeltida ursprung. 
Församlingen var till 1994 annexförsamling i pastoratet Krokstad, Hede och Sanne och därefter till 2006 tillsammans med dessa annex till Foss församling.  Församlingen uppgick 2006 i Sörbygdens församling.

## Kyrkor
- Sanne kyrka